# Grancar Design
Grancar Design, Veículos Especiais Ltda. war ein brasilianischer Hersteller von Automobilen.

## Unternehmensgeschichte
Ottorino Toni Bianco und das Ford-Autohaus Grancar gründeten 1990 das Unternehmen in São Paulo. Sie begannen mit der Produktion von Automobilen, die als Futura vermarktet wurden. Planungen beliefen sich auf zehn Fahrzeuge pro Monat. Im Folgejahr endete die Produktion. Insgesamt entstanden 159 Fahrzeuge.

## Fahrzeuge
Im Angebot stand nur ein Modell. Die Ähnlichkeit zum Renault Espace I war so groß, dass es Vorwürfe der unerlaubten Nachbildung seitens Renault gab. Ein Rohrrahmen bildete die Basis. Die Karosserie bestand aus Fiberglas. Das Fahrzeug war 425 cm lang. Die Ausführungen S wie Standard und LX für Luxus Super boten sieben Sitzen in drei Sitzreihen. Der C war ein zweitüriger Kastenwagen mit Heckklappe. Ein Vierzylindermotor von Volkswagen do Brasil trieb die Fahrzeuge an. Zunächst war es ein Motor mit 1800 cm³ Hubraum, den es auch mit Turbolader gab. 1991 kam ein größerer Motor mit 2000 cm³ Hubraum zum Einsatz. Einzelne Teile stammten vom Ford Del Rey.